# Мамедли, Надир Балоглан оглы
Мамедли, Надир Балоглан оглы (азерб. Nadir Baloğlan oğlu Məmmədli; род. 19 сентября 1959, Бюльбюля) — азербайджанский лингвист. Доктор филологических наук, профессор, Генеральный директор Института языкознания НАН Азербайджана. Член Союза журналистов Азербайджана и Союза писателей Азербайджана.

## Биография
Родился 19 сентября 1959 года в поселке Бюльбюля города Баку. В 1977—1979 годах прошел военную службу в Москве.
В 1985 году окончил филологический факультет Азербайджанского государственного университета. В 1988 году с отличием окончил отделение персидского языка Азербайджанского университета языков.
В 1989—1992 годах проходил стажировку в Институте языкознания АН СССР в Москве.
В 1992—1994 годах работал в архивах Москвы и Подмосковья. Также прошёл стажировку в Университете языка и литературы Тебриза.
В 1989 году защитил кандидатскую диссертацию на тему «Синонимы глаголов в современном азербайджанском языке».
В 2000 году защитил докторскую диссертацию на тему «Заимствования терминов в современном азербайджанском языке (1920—1991 годы)».
В 1995 году присвоено ученое звание доцента
С 2007 года — профессор
В 2021 году решением Президиума Академии Наук Азербайджана назначен директором Института языкознания им. Насими.

### Педагогическая деятельность
В 1985—1992 годах работал в Институте языкознания им. Насими Национальной академии наук Азербайджана.
В 1992—2021 годы работал преподавателем, доцентом кафедры азербайджанского языка и педагогики Азербайджанского университета архитектуры и строительства.
В 2004 году читал лекции в Университете Гази в Анкаре, в 2012 году — в Университете Конфуция Китайской Народной Республики.

### Прочая деятельность
- Председатель диссертационного совета, на соискание ученой степени кандидата и доктора философии филологических наук Института языкознания им. Насими
- Член Союза журналистов Азербайджана и Союза писателей Азербайджана
- Член редакционной коллегии и рецензент научного журнала «Вопросы филологии»
- Основатель и директор издательско-полиграфических предприятий «Нурлан» и «Наука и образование»[4]

### Основные научные работы
- «Eski doğu dilleri» («Древние языки») (Трабзон, 1993)
- «Yunan və latın mənşəli beynəlmiləl termin elementlər» («Интернациональные элементы терминов греческого и латинского происхождения») (1994)
- «Alınma terminlərin leksik və semantik xüsusiyyətləri» («Лексические и семантические особенности заимствованных терминов») (Баку, издательство «Nurlan», 1995)
- «Məfaxeri-Azərbaycan» («Письменный Азербайджан») (Тебриз, 1997)

### Учебники
- «Latın qrafikalı yeni Azərbaycan əlifbası» («Новый азербайджанский алфавит на латинской графике») (Баку, издательство «Maarif», 1992)
- «Azərbaycan dili», («Азербайджанский язык») (Баку, издательство «Sabah», 1993 (для русского сектора)
- «Azərbaycan dili və nitq mədəniyyəti» («Азербайджанский язык и речевая культура») (Баку, издательство «Elm və təhsil», 2019. (для азербайджанского сектора)